# Зільберман Михайло Анатолійович
Зільберман Михайло Анатолійович (рос. Зильберман Михаил Анатольевич; 25 липня 1952, Москва — 16 жовтня 2020, Тель-Авів) — радянський та російський кінопродюсер.

## Життєпис
Народився 25 липня 1952 року в Москві.
1968 року виконав другорядну роль школяра Оськи Бєлєнького у фільмі «Чоловіча розмова» Ігора Шатрова.
1974 року закінчив Московський інститут електронного машинобудування, 1979 року — курси організаторів кіновиробництва при Держкіно СРСР. Працював на кіностудії ім. Горького адміністратором, директором кінокартин.
1986 року очолив творче об'єднання «Контакт» кіностудії ім. Горького, 1988 року — російсько-шведську кінокомпанію «СТАРЛАЙТ».
У 1997—2004 роках працював в «НТВ-Профіт». Із 2004 року працював в кінокомпанії «Профіт», був генеральним директором кінокомпанії «ФІЛЬМ-ПРО». Був продюсером телепрограми «Кіно в деталях» (2004—2005, СТС).
Помер 16 жовтня 2020 року у Тель-Авіві в 68-річному віці після тривалої хвороби.

## Фільмографія
- 1987 — Будинок з привидами (рос. Дом с привидениями) (СРСР)
- 1990 — Сестрички Ліберті (рос. Сестрички Либерти) (СРСР)
- 1997 — Маленька принцеса (рос. Маленькая принцесса) (Росія)
- 1998 — Два місяця, три сонця (рос. Две луны, три солнца) (Росія / Україна)
- 1998 — Хочу до в'язниці (рос. Хочу в тюрьму) (Росія)
- 1999 — Самітник (рос. Затворник) (Росія)
- 2000 — Приходь на мене подивитися (рос. Приходи на меня посмотреть) (Росія)
- 2000 — Російський бунт (рос. Русский бунт) (Росія / Франція)
- 2001 — Подаруй мені місячне сяйво (рос. Подари мне лунный свет) (Росія)
- 2002 — Радості і печалі маленького лорда (рос. Радости и печали маленького лорда) (Росія)
- 2003 — Кавалери Морської зірки (рос. Кавалеры Морской звезды) (телесеріал, Росія)
- 2004 — Водій для Віри (рос. Водитель для Веры) (Росія / Україна)
- 2004 — Операція «Еники-Беники» (рос. Операция «Эники-Беники») (Росія)
- 2004 — Тато (рос. Папа) (Росія)
- 2005 — Громови (рос. Громовы) (телесеріал, Росія)
- 2008 — Порох часу (рос. Пыль времени) (Росія)
- 2012 — Смугасте щастя (рос. Полосатое счастье) (телесеріал, Росія)
- 2014 — Янковський (рос. Янковский) (документальний, Росія)

## Нагороди та номінації
- Сестрички Ліберті (1990):

- Фестиваль «Кінотавр» — Приз «Перспектива» журі Гільдії критиків в конкурсі «Кіно для всіх»

- Русійський бунт (2000):

- «Берлінський кінофестиваль» — «Золотий ведмідь» (номінація)
- Фестиваль «Кінотавр» — Спеціальний приз журі

- Приходь на мене подивитися (2000):

- Диплом журі МКФ «goEast-2001» (Вісбаден)

- Радості і печалі маленького лорда (2003):

- Фестиваль «Кінотавр» — головний приз «Золота троянда» (номінація)

- Водій для Віри (2004):

- «Жорж» — Найкращий російський фільм
- «Золотий орел» — Найкращий ігровий фільм (номінація)
- Фестиваль «Кінотавр» — головний приз «Золота троянда»
- Кінофестиваль в Карлових Варах — «Кришталевий глобус» (номінація)
- «Ніка» — Найкращий ігровий фільм (номінація)

- Тато (2004):

- «Золотий орел» — Найкращий ігровий фільм (номінація)
- «Жорж» — Найкращий російський фільм (номінація)
- ММКФ — Приз глядацьких симпатій
- ММКФ — Приз за найкращий фільм — Золотий «Святий Георгій» (номінація)

- Янковський (2015):

- «Золотий орел» — Найкращий неігровий фільм